# Felip de Jesús
Felip de Jesus, O.F.M. (Mèxic, 1572 - Nagasaki, 1597), va ser un frare franciscà martiritzat al Japó.

Batejat com a "Felipe de las Casas", va néixer a Ciutat de Mèxic el 1572. Hom diu que era un nen inquiet i trapella. Sent jove ingressà al noviciat franciscà, el qual abandonà. Una llegenda explica que, el dia de la seva mort, una figuera seca reverdí, perquè en certa ocasió, la seva dida negra, farta de les trapelleries de Felip, digué: «Ai, Felip! Aquesta figuera reverdirà el dia que tu siguis sant!». Per aquest motiu, un dels seus atributs és la figa.
El seu pare l'envià a Manila, on trobà una vida mundana que l'enlluernà, tot i que al cap de poc reconsiderà la seva vocació religiosa i tornà amb els franciscans; aquest cop a Manila.
Davant l'oferiment d'ordenar-se sacerdot a Mèxic, Felip s'embarcà amb altres frares; però una tempesta desvià la nau fins al Japó. Allà, els franciscans es dedicaren a fer missió, la qual va tenir molt d'èxit inicialment, però al cap de poc esclatà la persecució de Taikōsama contra els cristians.
Felip era nàufrag, i inicialment pogué evitar els turments i la presó; però optà lliurement per patir la mateixa sort que els missioners que ja havien arribat.
Els franciscans van ser portats en processó per diverses ciutats, des de Kioto fins a Nagasaki (més de 1.000 kilòmetres). En arribar, els franciscans de primer i tercer ordre, així com tres jesuïtes i diversos laics japonesos, van ser penjats en creus. En veure que Felip s'ofegava per una argolla que havia al seu coll, els soldats el van travessar amb dues llances als costats, una de les quals travessà el seu cor. Va morir màrtir el 5 de febrer de 1597.
El Papa Urbà VIII el beatificà, conjuntament amb els seus companys, el 14 de setembre de 1627; i Pius IX el canonitzà el 8 de juny de 1862.
L'església catòlica mexicana el considera patró de la Ciutat de Mèxic i del seu arquebisbat. A la ciutat de Colima i Villa de Álvarez se'l considera protector contra els desastres naturals.

## Vegeu també

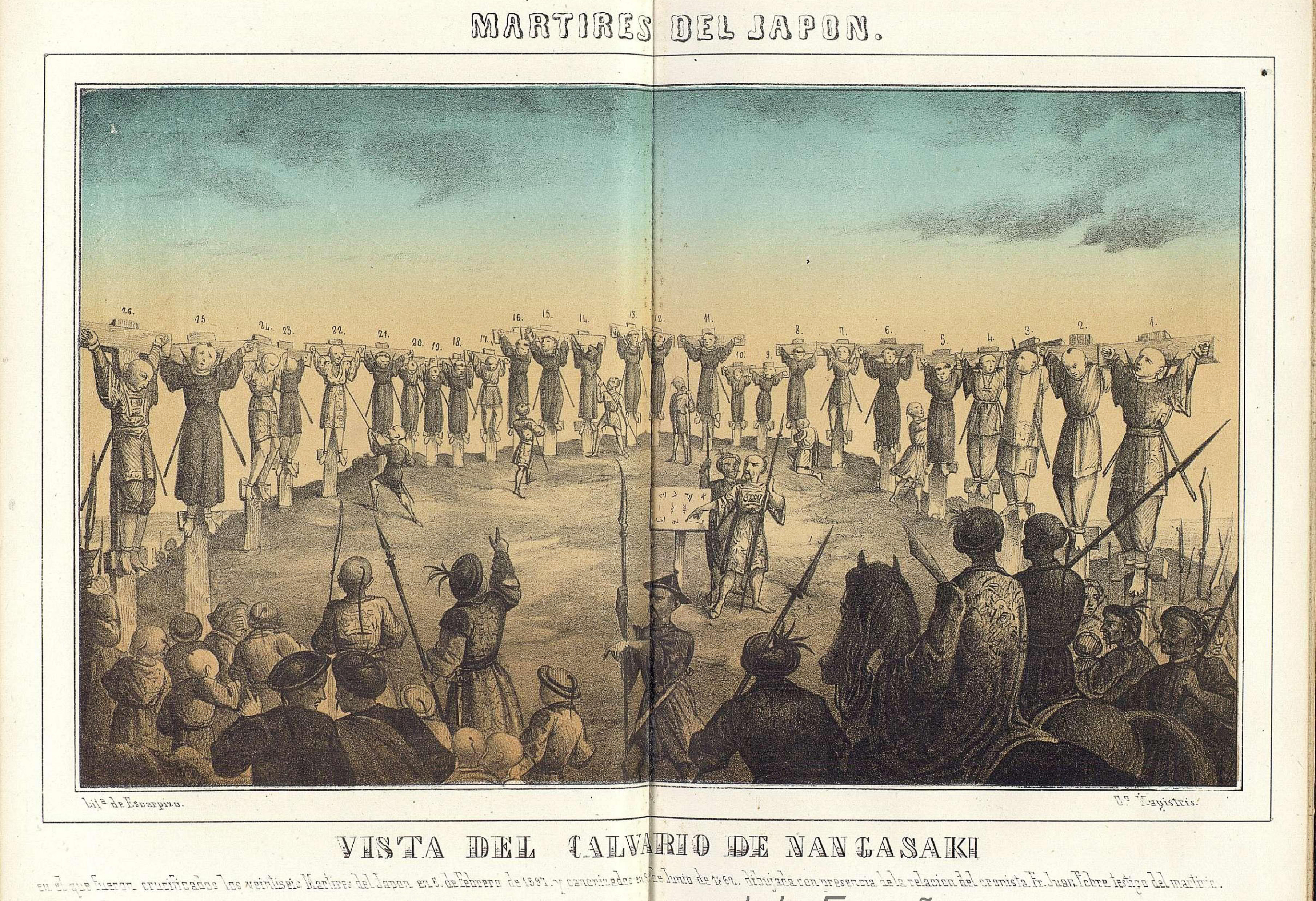
Gravat del martiri dels 26 màrtirs del Japó, s. XIX
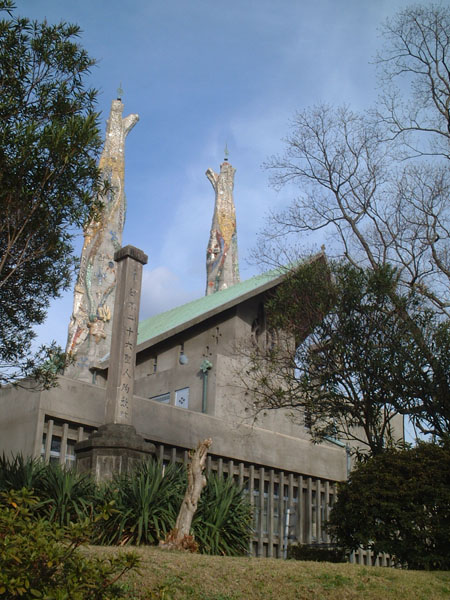
Església i museu dels 26 màrtirs de Nagasaki, aixecada al turó de Nishizaka, on van ser executats els 26 màrtirs de 1597.